# كينت فورد (راكب الكنو)
كينت فورد (بالإنجليزية: Kent Ford)‏ هو راكب الكنو أمريكي، ولد في 1957.